# Backa socken
Backa socken i Bohuslän ingick i Västra Hisings härad, uppgick 1948 i Göteborgs stad och området ingår sedan 1971 i Göteborgs kommun och utgör sedan 2016 distrikten Backa, Brunnsbo och Bäckebol.
Socknens areal var 14,62 kvadratkilometer varav 14,10 land.  År 1988 fanns här 20 869 invånare. Sockenkyrkan Backa kyrka ligger i socknen.

## Administrativ historik
Backa socken har medeltida ursprung. 
Vid kommunreformen 1862 övergick socknens ansvar för de kyrkliga frågorna till Backa församling och för de borgerliga frågorna bildades Backa landskommun. Landskommunen uppgick 1948 i Göteborgs stad som 1971 ombildades till Göteborgs kommun. Ur församlingen utbröts 1995 Brunnsbo församling och Bäckebols församling. De utbrutna församlingarna återgick 2010 då även delar av Säve församling införlivades. Backa var under åren 1990-2010 ett av Göteborgs dåvarande 21 stadsdelsnämndsområden för att därefter vara en stadsdel och ett primärområde tillhörande stadsdelsnämndsområdet Norra Hisingen.
1 januari 2016 inrättades distrikten Backa, Brunnsbo och Bäckebol, med samma omfattning som motsvarande församlingar hade 1999/2000 och fick 1995, och vari detta sockenområde ingår.
Socknen har tillhört län, fögderier, tingslag och domsagor enligt vad som beskrivs i artikeln Västra Hisings härad. De indelta båtsmännen tillhörde 2:a Bohusläns båtsmanskompani.

## Geografi
Backa socken ligger norr om Göteborg på sydöstra Hisingen med Göta älv i öster och Kvillebäcken i väster. Socknen är en slättbygd.
En sätesgård är Bäckebols säteri.

## Fornlämningar
Boplatser från stenåldern har påträffats.

## Befolkningsutveckling
Befolkningen ökade från 754 1810 till 2 970 1940 varefter socknen uppgick i Göteborgs stad 1948.

## Namnet
Namnet skrevs 1388 Bakka och kommer från kyrkbyn. Namnet innehåller backe syftande på höjden där kyrkan ligger.